# محمد بن الحسن المشهدي
الشيخ محمد بن الحسن المشهدي (ت. 1257 هـ). هو رجل دين ومُؤلّف شيعي إيراني؛ لم تُوضّح في كتب السيّر والتراجم أحواله وسيرته؛ إلّا أنه معروفٌ بمُؤلّفاته وكتبه.

## مؤلفاته
| - الفيروزجة الطوسية في شرح الدرة الغروية. شرحٌ على كتاب الدرة الغروية. - مرشد الخواص. في حل بعض الآيات والروايات المشكلة وفقرات الأدعية والزيارات وبيان نكاتها - ترجمة طب الرضا. - رسالة الشرق والبرق. - رسالة الورد الجعفري. | - كتاب في أصول الفقه. - زبدة وجيزة في تحقيق المقادير الشرعية. - رسالة كشف الغطاء عن حكم الغناء. - رسالة في أحكام الذهب والفضة. - غنيمة الحجاز في حل الألغاز. |

### كتب
- أعيان الشيعة. محسن الأمين، طبع بيروت - لبنان، تاريخ الطبع مفقود، منشورات دار التعارف.
- الذريعة إلى تصانيف الشيعة. آغا بزرگ الطهراني، طبع بيروت - لبنان، تاريخ الطبع مفقود، منشورات دار الأضواء.

### إشارات مرجعية
1. 1 2  
الأمين، محسن. أعيان الشيعة - ج9. ص. 172. مؤرشف من الأصل في 2019-12-13.
2. 1 2 3  
كحالة، عمر. معجم المؤلفين - ج9. ص. 195. مؤرشف من الأصل في 2019-12-13.
3. ↑  
الطهراني، آغا بزرگ. الذريعة إلى تصانيف الشيعة - ج16. ص. 401. مؤرشف من الأصل في 2019-12-15.
4. ↑  
الطهراني، آغا بزرگ. الذريعة إلى تصانيف الشيعة - ج16. ص. 70. مؤرشف من الأصل في 2020-01-10.